# Brian: Portrait of a Dog
«Brian: Portrait of a Dog» (рус. Брайан: «Портрет собаки») — седьмая (заключительная) серия первого сезона мультсериала «Гриффины». Премьерный показ состоялся 16 мая 1999 года на канале FOX. В России премьерный показ состоялся 21 мая 2002 года на канале Рен-ТВ.

## Сюжет
Куахог подвергается нашествию небывалой жары, и Гриффины, не имеющие кондиционера, страдают. Питер узнаёт о грядущей собачьей шоу-выставке, главный приз на которой — 500 долларов, что позволит семье купить домой кондиционер. Питер с трудом уговаривает Брайана принять участие в этом мероприятии.
На шоу Брайан исполняет различные трюки, но, в конце концов, не выдерживает, когда Питер кладёт ему на нос печенье. Брайн злится, считает это унизительным и заявляет, что он «отказывается увековечивать стереотип „хорошей собачки“». Поэтому первого места им не достаётся.
На обратном пути Питер с Брайаном ссорятся до такой степени, что пёс выходит из машины. Его немедленно штрафуют на 10 долларов за нарушение местного закона «об обязательном нахождении собак на поводке». Питер платит за пса и это ещё сильнее обостряет их противостояние. В процессе дальнейшей ругани Питер напоминает Брайану, что подобрал его в своё время на улице: грязного и бездомного. Не выдержав такого оскорбления, Брайан уходит из дома.
Питер заводит кота, но тот оказывается слишком непоседливым и орущим, поэтому Питер избавляется от него, и вся семья отправляется на поиски Брайана, которому в это время приходится несладко: его выгоняют из ресторана и магазина, полиция гонится за ним за то, что он пил из фонтана. Люди на улице сторонятся пса, принимая его за «пьяного хобо». В итоге он таки попадает за решётку, где ожидает своего смертного приговора.
Питер пишет прошение Макгайверу с просьбой помиловать собаку, но тот не может прочитать письмо из-за глупых вложений в конверт (питьевой соломинки, резиновой ленты и скрепки), поэтому приговор остаётся в силе.
Пока Питер хлопочет об апелляции, Брайан решает досконально изучить законодательство, чтобы самому защитить себя в суде, но в итоге суд решает, что «слушать собаку — глупо». Находящийся в зале Питер произносит пламенную речь, в результате которой вскрываются правонарушения всей остальной семьи: в частности, то, что Крис украл у Мег 10 долларов; она же, в свою очередь, украла их у Лоис, которая сама же их напечатала.
Присяжные по-прежнему настроены против Брайана, но Питер обещает им по 20 долларов каждому, что и убеждает их помиловать собаку.
Брайан полностью оправдан и жители разрешают ему попить из фонтана, демонстрируя тому, что он такой же член общества, как и все.
Дома, когда Питер и Брайан остаются вдвоём, тот лижет лицо хозяину в знак своей любви, но угрожает «убить его, если тот об этом кому-нибудь проболтается».

## Создание
Автор сценария: Гэри Жанетти.
Режиссёр: Майкл Данте ДиМартино.
Приглашённые знаменитости: Дик Вэн Пэттен (в роли Тома Брэдфорда) и Мэри Щир.